# Die Gartenlaube

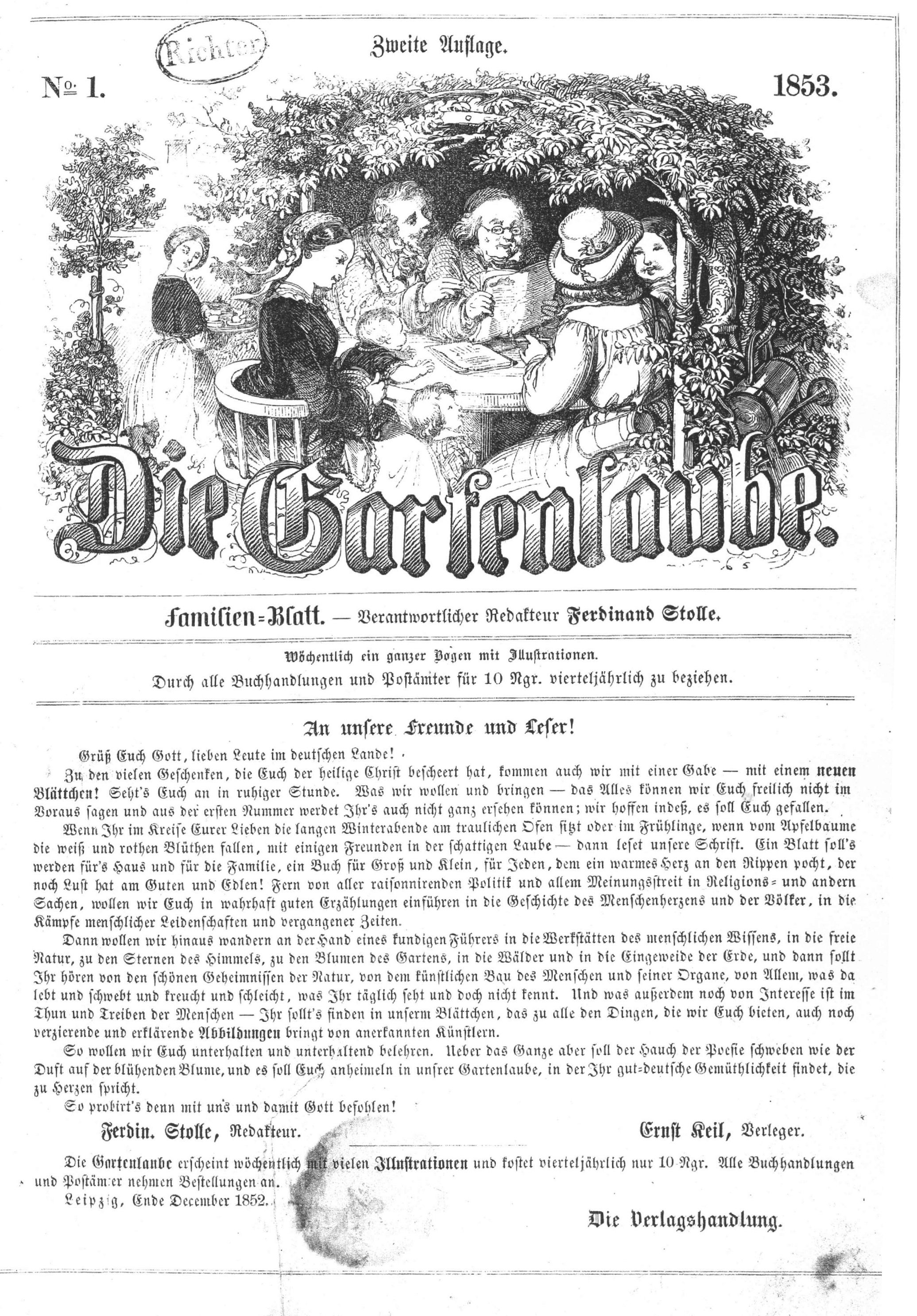
Titelblatt des ersten Heftes (1853)

Die Gartenlaube – Illustriertes Familienblatt war ein Vorläufer moderner Illustrierten. Die Zeitschrift war das erste große erfolgreiche deutsche Massenblatt.

## Bedeutung
Die Gartenlaube erschien ab 1853 in Leipzig im Verlag Ernst Keil mit einer Startauflage von 5000 Exemplaren. Der erste Herausgeber war bis 1862 Ferdinand Stolle, da Keil – ein sozialkritischer Veteran der 1848er Revolution – wegen eines Pressevergehens seine bürgerlichen Ehrenrechte verloren hatte. Ab 1862 gab Keil die Zeitschrift selbst heraus. Nach Keils Tod 1878 verkauften seine Erben den Verlag mit allen Rechten 1883 an die Stuttgarter Verleger Kröner. Von 1853 bis 1944 war die Zeitschrift im gesamten deutschen Sprachgebiet verbreitet. Die Gartenlaube erschien wöchentlich, seit 1867 wurden auch (Monats-)Hefte angeboten. Ab 1884 erschien die Gartenlaube in 52 bzw. 53 Wochen-Nummern, in 14 „Heften“ und 28 „Halbheften“. 
Das Blatt entwickelte sich rasch zur beliebtesten Familienzeitschrift des deutschen Sprachraums. Schon 1855 wurden wöchentlich 35.000 Exemplare gedruckt. Anfang 1861 war Die Gartenlaube als erste deutsche Zeitschrift überhaupt in einer Auflagenhöhe von 100.000 Exemplaren erschienen; schon 1867 wurden jede Woche 210.000 Exemplare gedruckt, von denen etwa 180.000 an Abonnenten verteilt wurden. 1875 wurde eine Auflagenhöhe von 382.000 Exemplaren erreicht. Da die Zeitschrift als gemeinsame Familienlektüre diente und auch in zahlreichen Leihbibliotheken und Cafés auslag, ist die Reichweite auf ein Vielfaches zu schätzen.
Nach dem Tod ihres Kolumnisten und maßgeblichen Gestalters Carl Ernst Bock, der mit systemkritischen Angriffen auch zu einem kurzzeitigen preußischen Verbot der Gartenlaube beigetragen hatte, sank dann die Auflagenzahl ab Mitte der 1870er Jahre wieder. 
Die Beilage Deutsche Blätter – Literarisch-politisches Sonntags-Blatt erschien von 1862 bis 1876. Sie enthielt tagespolitische und feuilletonistische Nachrichten sowie Kommentare zum Zeitgeschehen und konnte auch separat bezogen werden.
Die Gartenlaube ist eine ebenso umfassende wie für viele historische Untersuchungsfelder unverzichtbare Quelle zur deutschen Kulturgeschichte, auch bezüglich der in der Illustrierten veröffentlichten Fortsetzungsromane.

## Phasen

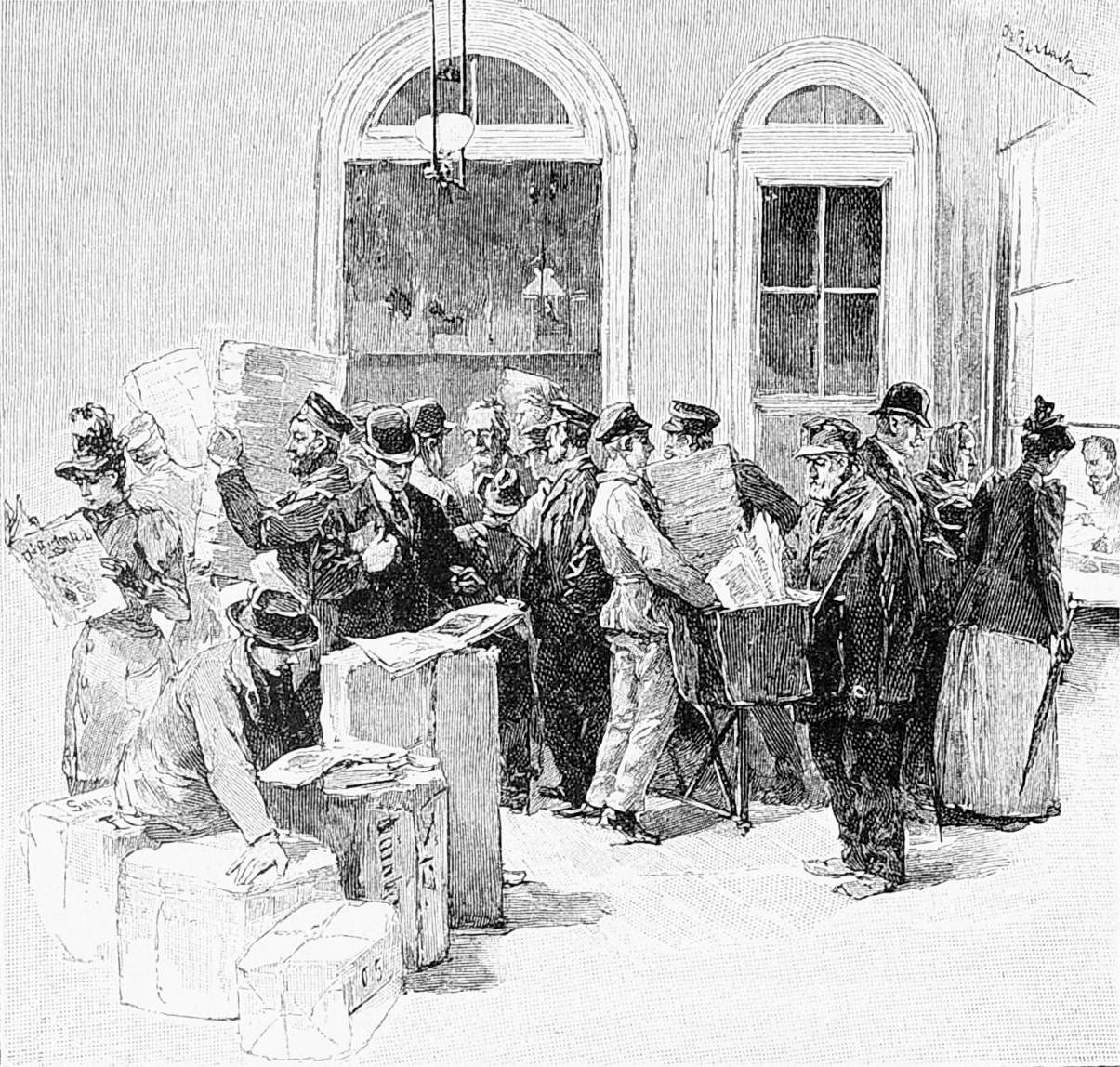
Warenausgang der Gartenlaube (1895)

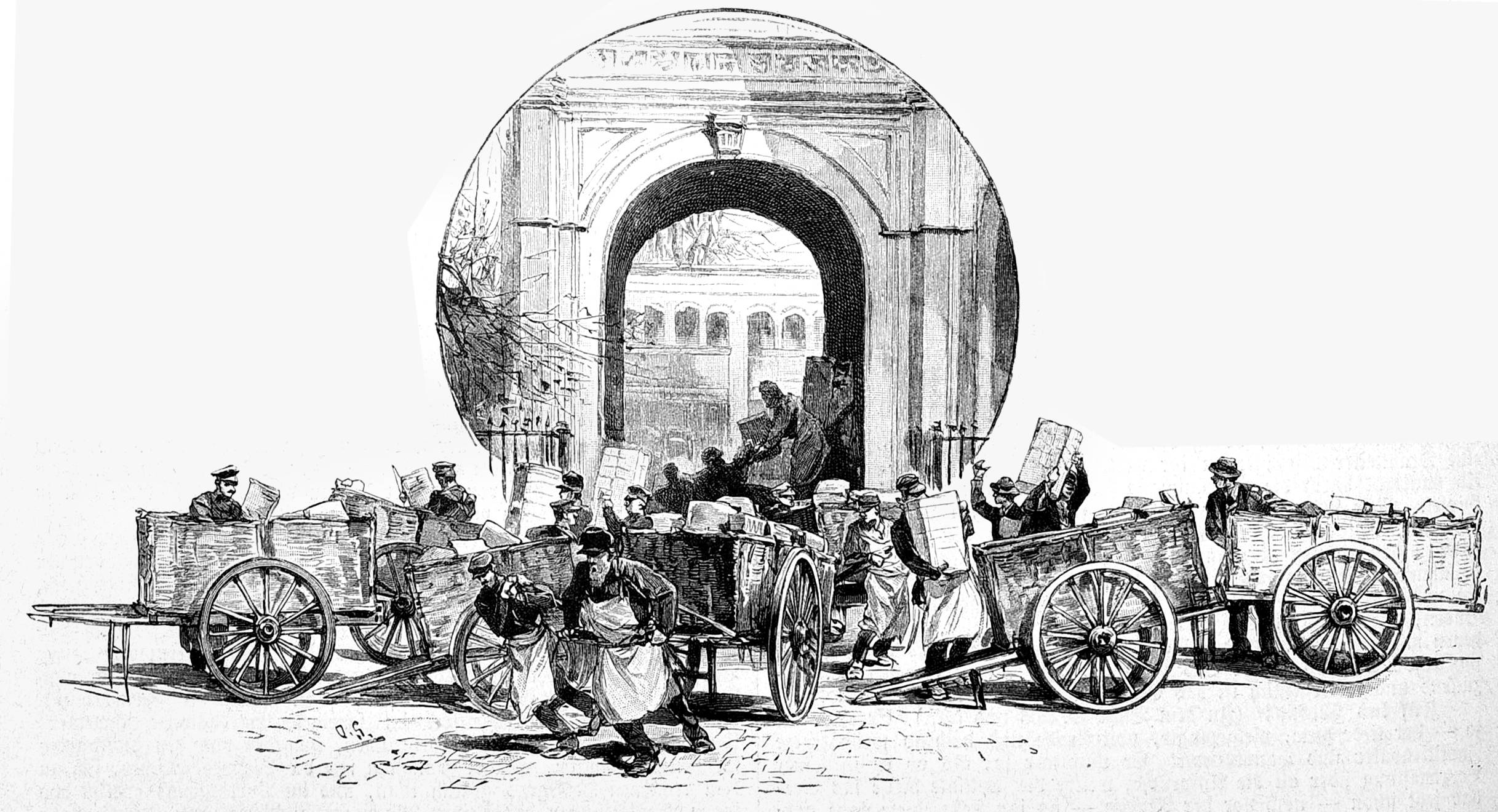
Buchhändlerkarren vor dem Thor der Gartenlaube (1895)

Die Gartenlaube machte in ihren ersten 50 Jahren drei Phasen durch:
1. Die frühen Jahrgänge bis zur Deutschen Reichsgründung 1871 schlossen an die Tradition der moralischen Wochenschriften an: Unterhaltung und Belehrung waren die beiden Fixpunkte, zwischen denen ein breites Interessenspektrum vermittelt wurde. In den Jahren der Reaktion profilierte sie sich mit dieser Ausrichtung; seit Beginn der 1860er Jahre trat sie, begründet in der radikal-liberalen Position des Verlegers Ernst Keil, offen und engagiert für die Gründung eines nationalen Einheitsstaates ein. Die Festigung des bürgerlichen Wertkodex erfolgte durch seine Kontrastierung mit dem Verfall aristokratischer Normen. Bekannt war Die Gartenlaube in dieser Zeit für ihre neutrale bis positive Darstellung von Juden, bei der gelegentlich jüdisches Familienleben als nachahmenswertes Beispiel erwähnt wurde.[7]
2. In den Jahren nach der Reichsgründung zeigte sich Die Gartenlaube zunehmend als Verfechterin der preußischen Politik. Ihre engagierte und äußerst polemische Beteiligung am Kulturkampf (der durch das von Papst Pius IX. verkündete Dogma der päpstlichen Unfehlbarkeit von 1870 ausgelöst wurde) diente der Verteidigung des liberalen Weltbildes im Allgemeinen und unterstützte die Argumente der Nationalliberalen Partei im Besonderen.
3. Die Jahrgänge ab etwa 1880 glichen nur noch in Format und Titel denen der beiden früheren Phasen, denn Umfang und Inhalt hatten sich inzwischen grundlegend geändert. Nach Keils Tod 1878 entwickelte sich Die Gartenlaube unter der Leitung des neuen Verlagsbesitzers und Redakteurs Adolf Kröner zunehmend zu einem konservativen Unterhaltungsblatt. Politische oder religiöse Themen waren nach dieser Neupositionierung tabu. Von einer „populären Enzyklopädie“ wandelte sich die Zeitschrift zur Jahrhundertwende in ein unterhaltendes Blatt. Parallel zu diesem inhaltlichen Wandel hatte sich formal im gleichen Zeitraum die Entwicklung von einer Zeitschrift mit einzelnen Illustrationen zur Illustrierten mit zusätzlichem Textteil vollzogen.

Im Jahre 1904 wurde der Titel dem Zeitungsverlag des rechtsnationalen August Scherl eingegliedert und kam schließlich 1916 zum Medienimperium von Alfred Hugenberg, einem der Wegbereiter Adolf Hitlers. Nach der Übernahme durch Scherl wurde das gesamte Redaktionsarchiv vernichtet. Der größte Teil seines Pressekonzerns wurde später von NS-Verlagen übernommen, wo das Blatt (ab 1938 mit verändertem Titel Die neue Gartenlaube) bis 1944 weitergeführt wurde. Nach dem Krieg übernahm der Kelter-Verlag die Rechte an der Zeitschrift und brachte unter dem Titel Gartenlaube zwischen 1974 und 1978 weitere 178 Ausgaben heraus. Den letzten Versuch, die Zeitschrift nochmals zu etablieren, startete 1982 der zum Kelter-Verlag gehörende DLV. Die Neue Gartenlaube wurde 1984 wieder eingestellt.
Der Gartenlaube ähnliche volksaufklärerische Blätter waren Der Volksarzt, Naturarzt, Deutsche Gartenlaube, Daheim und Über Land und Meer. Das mit der Gartenlaube konkurrierende Pfennig-Magazin stellte 1855 sein Erscheinen ein.

## Herausgeber und verantwortliche Redakteure
- Ernst Keil war von Januar 1853 bis zu seinem Tode Verleger der Zeitschrift und fungierte ab Februar 1862 offiziell als Herausgeber und seit Januar 1865 auch als verantwortlicher Redakteur.
- Von 1853 bis Ende 1864 waren sein Freund Ferdinand Stolle, seit Mitte 1856 zusammen mit August Diezmann, verantwortliche Redakteure.
- Von April 1878 bis März 1883 übernahm der Redakteur Dr. Ernst Ziel nach dem Tode Keils die Leitung des Blattes.
- Von März 1883 bis Juni 1886 war Dr. Friedrich Hofmann mit der Leitung der Redaktion betraut.
- Von Juli 1886 bis Dezember 1903 war der Erwerber von Ernst Keils Verlag, Adolf Kröner als Herausgeber auch verantwortlicher Redakteur.
- Von Januar 1904 bis Januar 1909 verantwortlicher Redakteur in Berlin: Dr. Hermann Tischler; in Wien: Dr. Anton Bettelheim (bis Februar 1906), dann „B. Wirth“ (= Bettina Wirth?)
- Von Januar 1909 bis Herbst 1912 verantwortlicher Redakteur in Berlin: Karl Rosner
- Von Herbst 1912 bis August 1914 verantwortlicher Redakteur in Berlin: Dr. Johannes Schürmann.
- Ab August 1914 war Paul von Szczepanski verantwortlicher Redakteur in Berlin, B. Wirth weiterhin in Wien.

## Romane, längere Novellen und ihre Autoren
In den ersten Jahren wurden in der Gartenlaube nur kürzere Prosawerke abgedruckt, die innerhalb weniger Hefte abgeschlossen werden konnten. Dies änderte sich 1861 mit der Veröffentlichung von Otto Ruppius’ Auswandererroman Ein Deutscher. Fortsetzungsromane und in Fortsetzungen präsentierte längere Novellen wurden danach bald regelmäßige Inhalte der Zeitschrift. Hier eine Titelliste bis 1899 (aufgeführt sind, wenn nicht anders vermerkt, nur Werke, die in mindestens 10 Folgen erschienen sind):

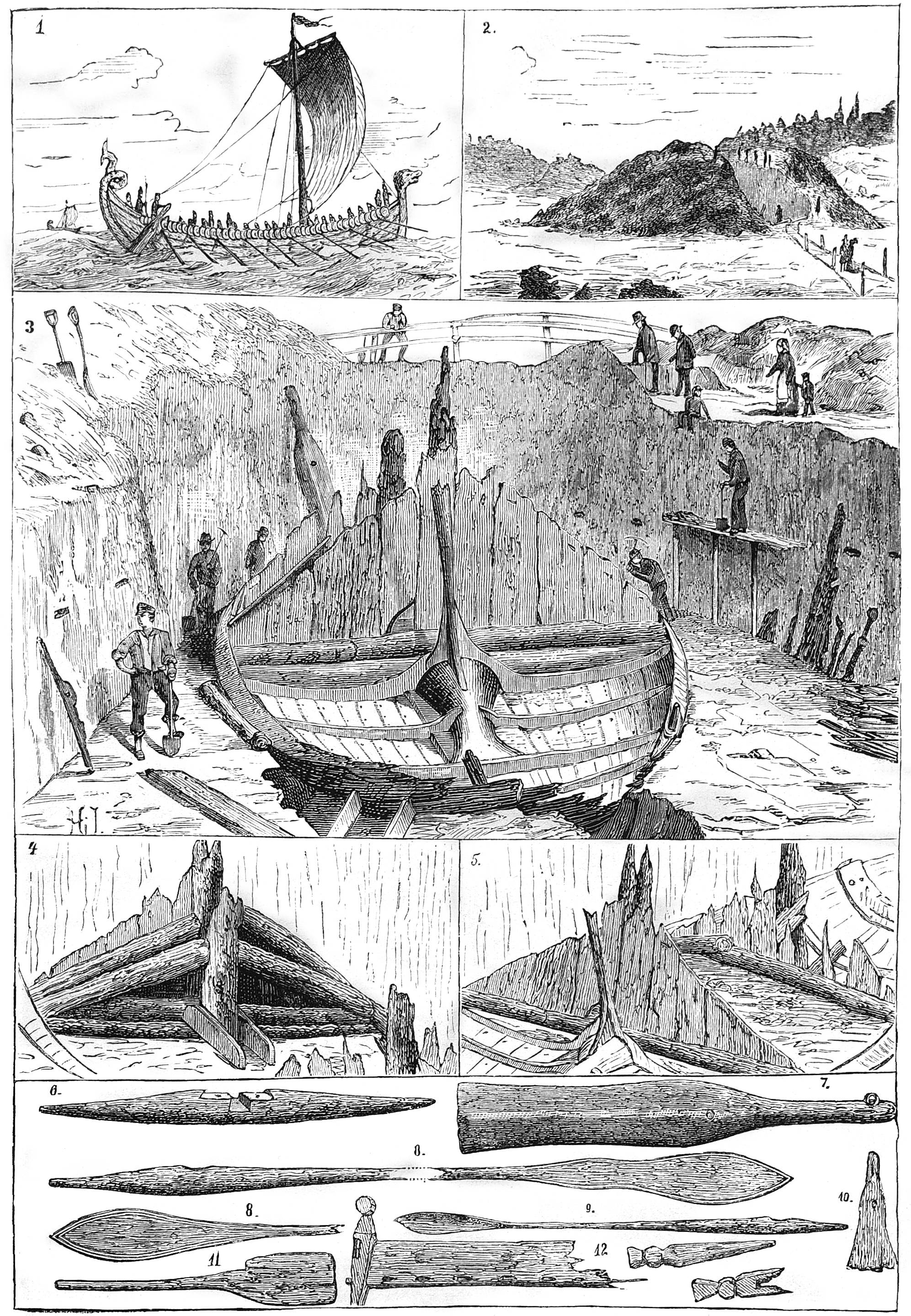
Illustration (1880)

- 1861 (Hefte 10–35) – Otto Ruppius: Ein Deutscher
- 1862 (1–12) – Fanny Lewald: Der Letzte seines Stammes
- 1862 (21–37) – Otto Ruppius: Zwei Welten
- 1865 (12–25) – Hermann von Schmid: Der bairische Hiesel
- 1866 (1–19) – E. Marlitt: Goldelse
- 1867 (21–38) – E. Marlitt: Das Geheimnis der alten Mamsell
- 1867 (37–50) – Hermann von Schmid: Der Habermeister
- 1869 (1–32) – E. Marlitt: Reichsgräfin Gisela
- 1870 (3–52) – Wilhelmine von Hillern: Aus eigener Kraft
- 1870 (27–38) – Levin Schücking: Die Thurmschwalbe
- 1871 (14–28) – E. Werner (d. h. Elisabeth Bürstenbinder): Ein Held der Feder
- 1871 (31–52) – E. Marlitt: Das Haideprinzeßchen
- 1872 (1–17) – E. Werner (d. h. Elisabeth Bürstenbinder): Am Altar
- 1872 (31–52) – Friedrich Spielhagen: Was die Schwalbe sang
- 1873 (1–23) – E. Werner (d. h. Elisabeth Bürstenbinder): Glück auf!
- 1873 (22–31) – Hermann von Schmid: Der Loder
- 1874 (1–21) – E. Marlitt: Die zweite Frau
- 1874 (23–40) – E. Werner (d. h. Elisabeth Bürstenbinder): Gesprengte Fesseln
- 1875 (27–37) – Hermann von Schmid: Hund und Katz’
- 1875 (37–46) – Emilie Tegtmeyer: Helene
- 1876 (1–26) – E. Marlitt: Im Hause des Kommerzienrates
- 1876 (27–52) – E. Werner (d. h. Elisabeth Bürstenbinder): Vineta
- 1877 (22–31) – Hermann von Schmid: Im Himmelmoos
- 1877 (33–45) – Gustav von Meyern-Hohenberg: Teuerdank’s Brautfahrt
- 1877 (40–49) – Hans Warring: Junker Paul
- 1878 (9–37) – E. Werner (d. h. Elisabeth Bürstenbinder): Um hohen Preis
- 1878 (40–52) – Wilhelmine Heimburg: Lumpenmüllers Lieschen
- 1879 (1–12) – Georg Horn: Irrende Sterne
- 1879 (14–39) – E. Marlitt: Im Schillingshof
- 1880 (7–17) – Robert von Bayer: Der Weg zum Herzen
- 1880 (19–34) – E. Werner (d. h. Elisabeth Bürstenbinder): Frühlingsboten
- 1881 (1–13) – E. Marlitt: Amtmanns Magd
- 1881 (27–47) – A(mélie). Godin: Mutter und Sohn
- 1882 (14–24) – Levin Schücking: Recht und Liebe
- 1882 (30–39) – Stefanie Keyser: Der Krieg um die Haube
- 1883 (1–29) – E. Werner (d. h. Elisabeth Bürstenbinder): Gebannt und erlöst
- 1883 (40–50) – Ernst Wichert: Die Braut in Trauer
- 1884 (1–17) – Wilhelmine Heimburg: Ein armes Mädchen
- 1884 (3–13) – Ludwig Ganghofer: Dschapei
- 1884 (14–25) – Ernst Eckstein: Salvatore
- 1884 (23–49) – A. von der Elbe: Brausejahre
- 1884 (27–36) – Levin Schücking: Die Herrin von Arholt
- 1884 (37–46) – Stefanie Keyser: „Fanfaro“
- 1885 (1–20) – E. Marlitt: Die Frau mit den Karfunkelsteinen
- 1885 (10–21) – Sophie Junghans: Unter der Ehrenpforte
- 1885 (21–32) – Wilhelmine Heimburg: Trudchens Heirath
- 1885 (27–38) – Wilhelm Raabe: Unruhige Gäste
- 1885 (33–41) – Theodor Fontane: Unterm Birnbaum (in 9 Folgen)
- 1885 (42–52) – Ludwig Ganghofer: Edelweißkönig
- 1886 (1–39) – Friedrich Spielhagen: Was will das werden?
- 1886 (1–14) – Wilhelmine Heimburg: Die Andere
- 1886 (14–23) – Stefanie Keyser: Die Lora-Nixe
- 1886 (14–26) – Alexander Baron v. Roberts: Götzendienst
- 1886 (24–52) – E. Werner (d. h. Elisabeth Bürstenbinder): Sankt Michael
- 1886 (25–35) – Arnold Kasten: Magdalena
- 1887 (1–17) – Wilhelmine Heimburg: Herzenskrisen
- 1887 (34–53) – Ludwig Ganghofer: Der Unfried
- 1888 (1–25) – E. Marlitt & Wilhelmine Heimburg: Das Eulenhaus
- 1888 (24–50) – E. Werner (d. h. Elisabeth Bürstenbinder): Die Alpenfee
- 1888 (40–49) – Stefanie Keyser: Deutsche Art, treu gewahrt
- 1889 (1–19) – Wilhelmine Heimburg: Lore von Tollen
- 1889 (14–29) – Ida Boy-Ed: Nicht im Geleise
- 1889 (30–39) – Ernst Pasqué: Gold-Aninia
- 1890 (1–14) – E. Marlitt: Flammenzeichen
- 1890 (7–18) – Reinhold Ortmann: Madonna im Rosenhag
- 1890 (19–28) – Marie Bernhard: Sonnenwende
- 1891 (1–21)  – Wilhelmine Heimburg: Eine unbedeutende Frau
- 1891 (17–29) – Ida Boy-Ed: Lea und Rahel
- 1891 (36–52) – Marie Bernhard: Ein Götzenbild
- 1892 (8–18) – Ludwig Ganghofer: Der Klosterjäger
- 1892 (20–28) – Wilhelmine Heimburg: Mamsell Unnütz (in 9 Folgen)
- 1893 (1–23) – E. Marlitt: Freie Bahn
- 1893 (14–34) – Sophie Junghans: Schwertlilie
- 1893 (33–41) – Marie Bernhard: „Um meinetwillen!“ (in 9 Folgen)
- 1894 (1–30) – Ludwig Ganghofer: Die Martinsklause
- 1894 (1–20) – Marie Bernhard: Die Perle
- 1894 (27–35) – Klaus Zehren (d. h. Ernst Clausen): Die Brüder (in 9 Folgen)
- 1894 (36–52) – Wilhelmine Heimburg: Um fremde Schuld
- 1895 (14–29) – Wilhelmine Heimburg: Haus Beetzen
- 1896 (1–24) – E. Werner (d. h. Elisabeth Bürstenbinder): Fata Morgana
- 1896 (24–44) – Ludwig Ganghofer: Der laufende Berg
- 1897 (1–20) – Wilhelmine Heimburg: Trotzige Herzen
- 1897 (1–9) – Ernst Muellenbach: Die Hansebrüder (in 9 Folgen)
- 1897 (20–37) – Ernst Eckstein: Die Hexe von Glaustädt
- 1897 (31–53) – O. Verbeck (= Cilla Fechner): Einsam
- 1897 (40–48) – Adolf von Wilbrandt: Das Kind (in 9 Folgen)
- 1898 (1–14) – Wilhelmine Heimburg: Antons Herben
- 1898 (15–24) – Marie Bernhard: Schloß Josephsthal
- 1899 (1–12) – Ludwig Ganghofer: Das Schweigen im Walde
- 1899 (9–18) – Ida Boy-Ed: Nur ein Mensch
- 1899 (19–28) – Jakob Christoph Heer: Der König der Bernina

## Weitere bekannte Autoren

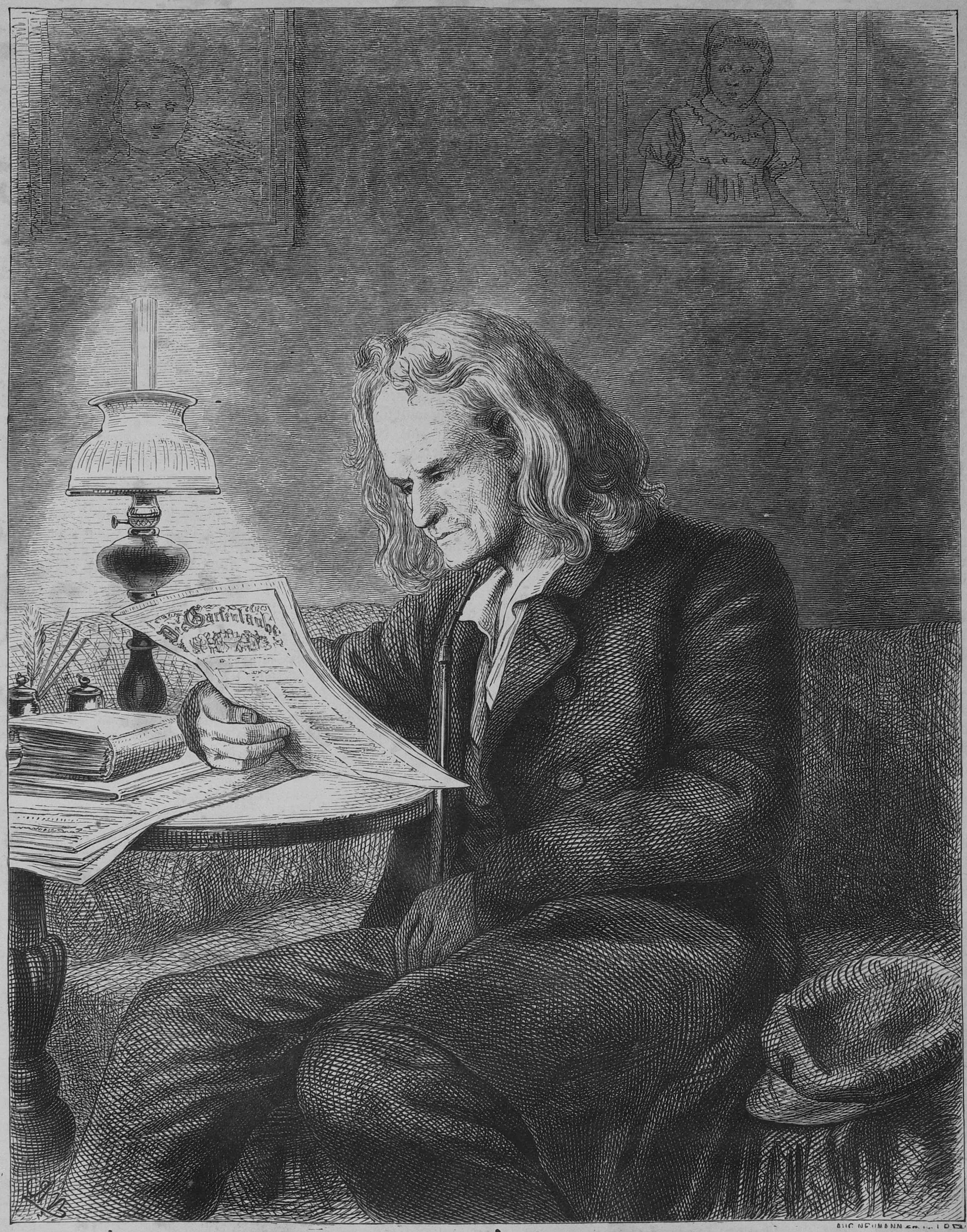
Friedrich Rückert liest Die Gartenlaube (1866)

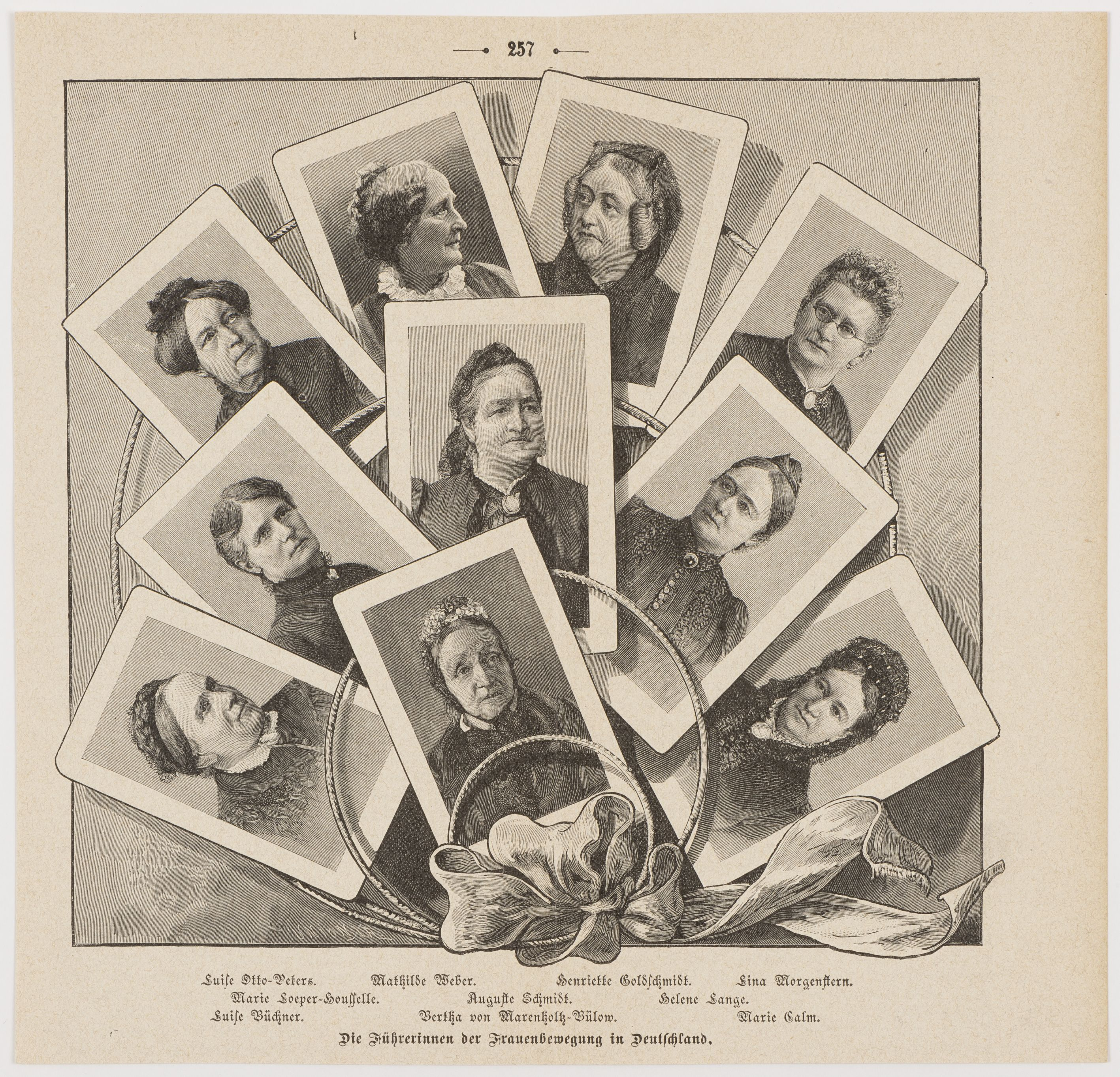
Führerinnen der Frauenbewegung (1894)

Für die Romanautoren der Gartenlaube siehe den vorausgegangenen Abschnitt.
- Wilhelm Aarland (1822–1906), Illustrator
- Christian Wilhelm Allers (1857–1915), Illustrator
- Carl Ernst Bock (1809–1874), Arzt, Anatom und medizinischer Schriftsteller, maßgeblicher Gestalter der Gartenlaube
- Artur Brausewetter (1864–1946), evangelischer Pfarrer und Schriftsteller
- Alfred Edmund Brehm (1829–1884), Zoologe und Schriftsteller (Brehms Tierleben)
- Otto von Corvin (1812–1886), Schriftsteller
- Rudolf Cronau (1855–1939), Journalist und Maler
- Otto Dammer (1839–1916), Chemiker und Schriftsteller
- Rudolf Doehn (1821–1895), Politiker und Schriftsteller
- Carl Emil Doepler (1824–1905), Illustrator
- Fedor Flinzer (1832–1911), Schriftsteller und Illustrator
- Otto Gerlach (1862–1908), Illustrator
- Friedrich Gerstäcker (1816–1872), Reise- und Abenteuerschriftsteller
- Carl Grote (1839–1907), Illustrator
- Karl Gutzkow (1811–1878), Schriftsteller
- Hermann Ludwig Heubner (1843–1915), Illustrator
- Paul Heyse (1830–1914), Schriftsteller und Nobelpreisträger
- Georg Hiltl (1826–1878), Schauspieler und Schriftsteller
- Georg Hirth (1841–1916), Journalist, später Verleger in München
- Friedrich Hofmann (1813–1888), ständiger Mitarbeiter, 1883–1886 Chefredakteur
- Carl Karlweis (1850–1901), Feuilletonist
- Robert Keil (1826–1894), Literaturhistoriker
- Kaspar Kögler (1838–1923), Illustrator, Heimatdichter
- Herbert König (1820–1876), Illustrator
- Ernst Krause (1839–1903), Naturwissenschaftler und Schriftsteller unter dem Pseudonym Carus Sterne
- Martin Lämmel (1849–?), Illustrator[10]
- Wichard Lange (1826–1884), Pädagoge[11][12]
- Ferdinand Lindner (1842–1906), Illustrator
- Charlotte Niese (1854–1935), holsteinische Heimatdichterin
- August Peters (1817–1864), Schriftsteller
- Max Ring (1817–1901), Arzt und Schriftsteller
- Anna Ritter (1865–1921), Dichterin
- Emil Rittershaus (1834–1897), Kaufmann und Dichter
- Emil Adolf Roßmäßler (1806–1867), Naturforscher, Politiker und Volksschriftsteller
- Friedrich Rückert (1788–1866), Dichter und Orientalist
- August Scherl (1849–1921), Verleger
- Carl Ludwig Schleich (1859–1922), Arzt und Wegbereiter der modernen Anästhesie
- Eduard Schmidt-Weißenfels (1833–1893), Politiker und Schriftsteller
- Berthold Sigismund (1819–1864), Arzt, Pädagoge, Schriftsteller, Dichter und Politiker
- Ludwig Storch (1803–1881), Schriftsteller
- Jodocus Temme (1798–1881), Politiker, Jurist und Schriftsteller
- Moritz Wiggers (1816–1894), Politiker und Jurist

## Leseproben
- Ferdinand Stolle, Ernst Keil: An unsere Freunde und Leser. In: Gartenlaube. Heft 1, 1853, S. 1 (Volltext [Wikisource] – Vorwort aus dem ersten Heft der Zeitschrift).
- Eine Papierstatistik der „Gartenlaube“. In: Gartenlaube. Heft 1, 1886, S. 20 (Volltext [Wikisource]).